# A partir de hoy (canção)
"A partir de hoy" é uma canção do cantor e compositor italiano Marco Di Mauro em parceria com a cantora e atriz mexicana Maite Perroni. A faixa foi anunciada como o quarto single do segundo álbum de estúdio do cantor, Algo Que Me Faltaba (2010). Foi lançada em 19 de novembro de 2010 nas rádios mexicanas e disponibilizada em 23 de novembro através da iTunes Store sob distribuição da Warner Music. Musicalmente, é uma canção do gênero pop latino. Escrita por Jorge Eduardo Murguia e Mauricio Lopez Arriaga. Suas letras mostram uma narração sobre um romance entre um casal que se apaixonou à primeira vista.
A canção foi tema romântico do casal protagonista da telenovela mexicana da Televisa, Triunfo del amor, produzida em 2010 por Salvador Mejía Alejandre e protagonizada por Perroni com William Levy e Victoria Ruffo. Após lançada, a parceria rapidamente tornou-se um sucesso em todo território latino-americano, alcançou a primeira posição no iTunes México, foi a quarta música mais tocada no país e a quinquagésima-quarta mais executada na América Latina no ano de 2011. Nas paradas musicais obteve um desempenho surpreendente, nos Estados Unidos alcançou as #44, #29 e #24 posições nas paradas Hot Latin Songs, Latin Digital Songs e Latin Pop Songs da Billboard, respectivamente. No México alcançou a #2 posição na Mexico Airplay e a #1 posição na Mexico Español Airplay. Na Costa Rica obteve um excelente desempenho se posicionando em primeiro lugar na lista de músicas mais tocadas no país. O dueto foi performado em várias premiações e programas de tv.

## Antecedentes
Maite Perroni foi convidada no final de 2010 para protagonizar a telenovela de Salvador Mejía Alejandre, Triunfo del amor e confirmou sua presença na trama. Maite então, começou a gravar em 15 de outubro daquele ano um dueto com Marco Di Mauro para a trilha sonora da trama que foi apresentada à imprensa em 20 de outubro de 2010 no México. Esta canção é o marco de todas as cenas românticas entre o casal de personagens principais, Maria Desamparada (Perroni) e Maximiliano (William Levy).
| “                                        | Trabalhar com Maite foi muito legal e também curioso porque nos conhecemos em um teatro. Uma senhora sentou-se ao meu lado e, depois da senhora, ela se sentou. A senhora era a mãe dela e foi assim que nos conhecemos e surgiu a ideia de gravarmos essa canção juntos. | ” |
| — Marco Di Mauro durante uma entrevista. | |   |

## Lançamento
Apesar de ter sido tocada pela primeira vez em 26 de outubro de 2010 no segundo capítulo de Triunfo del amor, a canção só foi lançada de forma oficial em 19 de novembro nas rádios mexicanas e disponibilizada digitalmente em 23 de novembro através da iTunes Store sob distribuição da editora fonográfica Warner Music. "A Partir de Hoy" é o quarto single e décima-quarta faixa do álbum Algo Que Me Faltaba, lançado em 10 de dezembro de 2010 no México.

## Videoclipe
O videoclipe que acompanha a canção foi filmado durante um concerto de fim de ano no Lunario del Auditorio Nacional, ocorrido em 10 de novembro de 2010 na Cidade do México. O vídeo abre com Marco Di Mauro interpretando os primeiros versos da canção sozinho e em seguida Maite Perroni aparece interpretando a segunda estrofe. Os dois então se aproximam e performam juntos a canção para o público do concerto.
Foi lançado em 11 de dezembro de 2010 por meio de uma transmissão no canal Telehit e disponibilizado no YouTube em 26 de janeiro de 2011 no canal oficial do cantor.

## Faixas
| Download digital |                   |         |  |
| N.º              | Título            | Duração |  |
| 1.               | "A Partir de Hoy" | 4:20    |  |
| Duração total:   | Duração total:    | 4:20    |  |

## Créditos
As informações abaixo foram retiradas do Tidal.
- Vocais: Marco Di Mauro, Maite Perroni
- Programação: Mauricio Arriaga
- Direção vocal: Mauricio Arriaga
- Baixo: Paco Morales
- Guitarra: Alger Erosa
- Piano: Carlos Sustaita
- Bateria: Eddie Vega
- Composição: Eduardo Murguia, Mauricio Arriaga
- Produção: Eduardo Murguia, Mauricio Arriaga

## Desempenho nas tabelas musicais

### Posições
| Tabela musical (2011)                    | Melhor posição |
| ---------------------------------------- | -------------- |
| Costa Rica (Monitec)                     | 1              |
| Estados Unidos (Hot Latin Songs)         | 44             |
| Estados Unidos (Latin Pop Digital Songs) | 17             |
| Estados Unidos (Latin Digital Songs)     | 29             |
| Estados Unidos (Latin Pop Songs)         | 24             |
| Estados Unidos (Latin Airplay)           | 44             |
| México (Mexico Español Airplay)          | 1              |
| México (Mexico Airplay)                  | 2              |
| México (Monitor Latino Pop)              | 3              |
| México (Monitor Latino)                  | 4              |

## Histórico de lançamento
| Região  | Data                   | Formato          | Gravadora    |
| ------- | ---------------------- | ---------------- | ------------ |
| Mundial | 19 de novembro de 2010 | Streaming        | Warner Music |
| Mundial | 23 de novembro de 2010 | Download digital | Warner Music |
| Mundial | 11 de dezembro de 2010 | Videoclipe       | Warner Music |
| Mundial | 2 de maio de 2011      | Letra da canção  | Warner Music |